# 宝荘ホテル 道後御湯
宝荘ホテル 道後御湯（たからそうホテル どうごみゆ）は、愛媛県松山市道後鷺谷町にあるホテルである。道後温泉街の高台に位置している。

## 概要
1953年に「旅館宝荘」として開業。長らく「宝荘ホテル」として営業してきたが、耐震診断で新耐震基準に満たないことが分かり建て替え工事を実施。2018年に建て替えられ「宝荘ホテル 道後御湯」としてオープンした。「現代湯治」をテーマとした和風モダンなホテルで、計30室の客室はすべて南向きで松山城や市街地を一望できる露天風呂付きとなっている。

## 沿革
- 1953年 - 創業者 宮崎清治が宝荘ホテルの前身となる「旅館宝荘」を開業。
- 1956年 - 「株式会社宝荘ホテル」設立。
- 2018年 - 宝荘ホテルを建て替えし、「宝荘ホテル 道後御湯」オープン。

## フロア
- 8階 - スカイラウンジかぎひろ、展望風呂
- 3階～7階 - 客室
- 2階 - ダイニングtachibana
- 1階 - ロビー、ライブラリーラウンジ「NIKITATSU」、売店

## 姉妹ホテル
- ホテル椿館
- 道後hakuro

## アクセス
- 伊予鉄道道後温泉駅より下車して徒歩で約5分。
- 松山自動車道松山インターチェンジから車で約25分。